# Ik zie ik zie
Ik zie ik zie is een nummer van de Nederlandse rockband Wies uit 2022. Het is de eerste single van hun tweede studioalbum Alles anders.

## Achtergrondinformatie
"Ik zie ik zie" is een energiek, uptempo rocknummer dat gaat over bedrog en ontrouw. Frontvrouw Jeanne Rouwendaal vertelde bij Rob en Wijnand op NPO 3FM dat de tekst vooral bemoedigend is bedoeld. "Wat je ook meemaakt, weet wat je waard bent en dat je ook weg kan gaan, in welke situatie dan ook", aldus Rouwendaal. Ook heeft het nummer volgens Rouwendaal als boodschap dat "je niet over jezelf zou moeten laten heen lopen, dat je voor jezelf mag opkomen, en dat je niet genoegen moet nemen met dat je op een tweede plaats staat". Ook zei ze dat het idee voor het nummer in 2019 al ontstaan is, en dat de bandleden er later tijdens de coronapandemie online al ideeën over uitwisselden.
Het nummer werd 3FM Megahit en werd veel gedraaid door dat station. Toch viel het buiten de Nederlandse Top 40 of Tipparade. Wel bereikte het de 4e positie in de Verrukkelijke 15 van NPO Radio 2.

## Tracklijst
- Muziekdownload

1. "Ik zie ik zie" - 3:13